# 進化塔
進化塔（羅馬化：Evolyutsionnaya bashnya）是俄羅斯首都莫斯科的一座摩天大樓，位於莫斯科國際商務中心，由英國建築家Tony Kettle和愛丁堡大學設計。這座建築有55層，高255（837英尺），面積169,000平方（1,820,000平方英尺）。

## 历史
進化塔於2011年開始修建，並在2014年竣工。2016年，俄羅斯國家石油管道運輸公司（Transneft）以10億美元的價格購買進化塔，並將其總部設置於此。

## 外部連結
- http://www.masterslavl.ru/ （页面存档备份，存于）
- animation evolution tower （页面存档备份，存于）

55°44′54″N 37°32′31″E / 55.74833°N 37.54194°E